# Паприка (аніме)
«Паприка» (яп. パプリカ, Папуріка, англ. Paprika) — японський аніме-фільм, знятий за мотивами роману Ясутаки Цуцуя «Паприка», написаного 1993 року. У фільмі розповідається про психологиню, залучену до проекту зі створення пристрою, який дозволяє входити в чужі сни. Коли невідомий зловмисник викрадає пристрій і з його допомогою змушує людей божеволіти, психологиня береться за пошуки злочинця, проникаючи в сни його жертв.
Режисер фільму — Кон Сатоші, анімацією займалася студія Madhouse. Поширенням займалася Sony Pictures Entertainment. Музику для фільму писав Сусуму Хірасава, який також створив саундтрек до інших фільмів Сатосі Кона — «Актриса тисячоліття» та «Агент паранойї».
Прем'єра аніме-фільму відбулася 2 вересня 2006 року на Венеційському кінофестивалі.

## Сюжет
Фільм починається пошуками детективом Тосімі в цирку злочинця. Детектив проноситься крізь різні місця, при цьому дівчина Паприка рятує його від зустрічних небезпек. Як згодом з'ясовується, це був сон, навіяний нещодавнім розслідуванням. Доктор Косаку винайшов прилад «ДС-Міні» (англ. DC Mini), який дозволяє проникати в чужі сни для лікування психічних розладів або просто спостерігати за ними. Тосіма, котрий переконаний, що тестує прилад разом з Паприкою, намагається зрозуміти що лежало в основі сну. Коли він запитує в Паприки як її знайти, дівчина дає візитівку, де вказано лише вебсайт.
Косаку виявляє, що хтось викрав зразок «ДС-Міні». Це означає, що хто-небудь тепер в змозі проникнути в підсвідомість іншої людини аби завдати їй шкоди. Косаку, його колега Ацуко та лікар повідомляють про це директору Інституту психіатричних досліджень Сейдзіро. Той припускає, що прилад викрала таємнича особа, відома як Паприка, котру неодноразово бачили у снах пацієнти. Несподівано Торатаро починає говорити маячню та викидається у вікно. Падаючи, він бачить себе королем на чолі фантастичного параду.
Торатаро виживає і згодом видужує. Ацуко встановлює, що в його мозок з допомогою «ДС-Міні» було перенесено спогади божевільного. Вона намагається приховати, що використовувала пристрій без дозволу для допомоги хворим поза програмою досліджень. Для цього вона поставала в снах в образі Паприки — 18-річної дівчини, що є грайливою, дитячою стороною її особистості. Ацуко підозрює в саботажі свого колегу Хімуру та проникає в його підсвідомість, де бачить його в подобі велетенської пихатої ляльки. Але він також виявляється жертвою, що ледве не скоює самогубство в реальності. Невідомий зловмисник змушує збожеволіти ще кількох лікарів, тому Сейдзіро забороняє подальшу розробку пристрою.
Детектив Тосімі розслідує цю справу та повертається в свій сон з Паприкою, де бачить себе героєм детективного фільму. Тим часом Токіро вважає, що Хімура заздрив йому та хотів знищити його роботу. Тому він створює ще один екземпляр «ДС-Міні», з допомогою якого проникає в сни Хімури, де той є частиною параду. В результаті сни Тосімі, Ацуко, Косаку й Хімури змішуються. Ацуко з Торатаро роблять висновок, що сни всіх, хто користувався «ДС-Міні», зливаються. В пошуках того, хто це почав, Паприка зустрічає Сейдзіро. Той намагається зруйнувати її свідомість, кидаючи зі сна в сон. Сейдзіро натякає, що в тільки в снах отримує свободу. Будучи в реальності паралізованим, через сни він здобуває владу над іншими людьми, втілюючи їхні приховані бажання, і тим самим компенсує каліцтво. Колега Ацуко, Моріо, схоплює Паприку й розповідає як виконував завдання директора. Та при цьому він переслідує власну мету — домогтися кохання Ацуко. Коли він намагається вживити Ацуко через Паприку кохання до нього, директор втручається, щоб убити Ацуко як головного свідка. Тосімі бачить це в своєму сні та приходить на допомогу. Йому вдається пробудити Ацуко, пронісши Паприку крізь серію пригод. Моріо в результаті уявної атаки директора гине і в реальності.
Та коли Ацуко з Торатаро прокидаються в клініці, вони продовжують бачити образи зі снів. Спершу вони думають ніби все ще сплять, але скоро приходять до висновку — сни та реальність зливаються. Паприка постає як окрема особистість і допомагає Ацуко з Торатаро врятуватись від поглинання парадом, який прямує до центру міста. Ацуко намагається отямити Косаку, що набув подоби іграшкового робота. Та він не бажає покидати світу своїй фантазій і проковтує Ацуко. Вона визнає, що не була з ним щира, приховуючи своє кохання, котре було витіснено в альтер-его — Паприку. Торатаро й Паприка досягають провалу в центрі міста, де реальність зливається в колективним несвідомим людей. Сейдзіро силою уяви підкорених людей створює собі тіло велетня. Однак Паприка, знайшовши тепер примирення з Ацуко, стає цілісною особистістю, над якою Сейдзіро не владний. Вона втягує його в себе і підсвідомі прояви по місту зникають. Утім, так і лишається неясним, відбувалось це в реальності чи також було сном.
За якийсь час Тосімі балакає зі своїм альтер-его, обоє погоджуються, що Тосімі став тим детективом, яким бачив себе у фантазіях. Він відвідує сайт Паприки, з якого дізнається, що Ацуко й Косаку одружуються. Вона радить подивитись фільм «Дитячі сни», на сеанс якого детектив згодом і вирушає.

## Персонажі
Доктор Ацуко Тіба (яп. 千葉敦子博士, Ацуко Тіба-хакасе) — приваблива жінка-психіатр, використовує «DC Mini», щоб проникати у сни пацієнтів під виглядом свого альтер-его Паприки.
Сейю: Мегумі Хаясібара
Доктор Косаку Токіта (яп. 時田浩作博士, Токіта Ко:саку-хакасе) — інфантильний, але геніальний науковець з ожирінням, винахідник «DC-Mini».
Сейю: Тору Фуруя
Доктор Сейдзіро Інуї (яп. 乾精次郎博士, Інуй Сейдзіро:-хакасе) — прикутий до інвалідного візка директор Інституту психіатричних досліджень. Використовував «DC-Mini» для компенсації власної неповноцінності — спершу аби ходити в світі снів, потім — для отримання влади над людьми.
Сейю: Тору Еморі
Доктор Торатаро Сіма (яп. 島寅太郎博士, Сіма Торатаро:-хакасе) — низький на зріст добродушний начальник Інституту психіатричних досліджень.
Сейю: Кацуносуке Хорі
Детектив Тосімі Конакава (яп. 粉川利美探偵, Конакава Тосімі-тантей) — пацієнт доктора Тіби (Паприки) з неврозом через нав'язливе нічне жахіття, пов'язане з нерозкритою кримінальною справою. Відчуває симпатію до Паприки.
Сейю: Акіо Оцука
Доктор Моріо Осанай (яп. 小山内守雄, Осанай Моріо-хакасе) — науковець, колега доктора Тіби, асистент голови інституту. Закоханий у доктора Тібу, намагається силою домогтися її кохання.
Сейю: Коїті Ямадера

## Історія створення
Ще 1998 року Кон Сатоші, закінчивши свій фільм «Perfect Blue», мав намір екранізувати роман Цуцуя «Паприка». Та фірма, яка взялася реалізувати проект Сатосі, збанкрутувала. Тож йому довелося звернутися до інших проектів.
2003 року автор роману Ясутака Цуцуй вирішив зустрітися з Сатосі Коном й при зустрічі запропонував йому екранізувати роман у вигляді аніме. Сатосі Кон дав згоду й під час роботи над телесеріалом «Paranoia Agent» (2004) почав разом із студією Madhouse роботу над екранізацією.
В аніме «Паприка» Сатосі Кон, поряд з анімацією ручної роботи, вперше використовує комп'ютерну анімацію.

## Нагороди
- Fantasporto — нагорода критиків (2007).
- Фестиваль нового кіно в Монреалі — вибір публіки (2006).
- Кінофестиваль Ньюпорт Біч — найкраща анімаційна робота (2007).
- Номінація на Золотого лева Венеційського кінофестивалю (2006).
- Японське видання журналу «Newsweek» занесло анімаційний фільм Сатосі Кона «Паприка» до списку ста найкращих фільмів. 2007 року американський «Newsweek» також включив «Паприку» Сатосі Кона, поряд з французьким «Персеполісом», до списку ста найкращих фільмів[2].

## Саундтрек
| #   | Назва | Тривалість |
| --- | --- | ---------- |
| 1.  | «Parade (パレード)» | 5:44       |
| 2.  | «Mediational Field (媒介野)»                                                                                               | 4:57       |
| 3.  | «The Blind Spot In A Corridor (回廊の死角)»                                                                                | 1:57       |
| 4.  | «Welcome To The Circus (サーカスへようこそ)»                                                                               | 0:58       |
| 5.  | «A Tree In The Dark (暗がりの木)»                                                                                          | 1:24       |
| 6.  | «Escapee (追う者)» | 3:12       |
| 7.  | «Lounge» | 2:04       |
| 8.  | «The Shadow (影)» | 3:17       |
| 9.  | «A Drop Filled With Memories (滴いっぱいの記憶)»                                                                           | 4:37       |
| 10. | «Chaser (逃げる者)» | 3:01       |
| 11. | «Prediction (予期)» | 1:42       |
| 12. | «Parade (Instrumental) (パレード)»                                                                                         | 5:49       |
| 13. | «The Girl In Byakkoya - White Tiger Field (白虎野の娘 (パプリカ・エンディングテーマ))»                                     | 4:49       |
| 14. | «Susumu Hirasawa - Short Movie "The Girl In Byakkoya - White Tiger Field" (平沢進 Short Movie「白虎野の娘」) (додатковий)» | 2:34       |